# Alcis subtincta
Alcis subtincta là một loài bướm đêm trong họ Geometridae.